# De kast met duizend deuren
De kast met duizend deuren is het achttiende album  uit de stripreeks Douwe Dabbert, uitgekomen in 1993. Het album bevat, naast het gelijknamige hoofdverhaal, tevens een korter verhaal dat een jaar eerder was verschenen. Beide verhalen waren iets eerder in Donald Duck verschenen.

## Samenvatting

### De kast met duizend deuren
Douwe verblijft na zijn vorige avontuur nog steeds op het – voor de gewone wereld onzichtbare – paleis van de tovenaar Socratof en diens broer Balthasof. Omdat de kinderen van de twee tovenaars – Pief, Domoli en Kijfje – steeds onhandelbaarder worden, besluiten de tovenaars hen alle drie voor een paar jaar uit logeren te sturen, elk naar een heel ander deel van de wereld zodat ze niet meer in elkaars buurt zijn. Domoli gaat enige tijd naar Siberië, Kijfje naar Amerika en Pief naar Japan. Elk van van de kinderen krijgt een begeleider uit het betreffende deel van de wereld toegewezen.
De kinderen zijn echter amper vertrokken, of de tovenaars hebben alweer diepe spijt van hun beslissing omdat ze de kinderen erg missen. Socratof en Balthasof besluiten nu om Douwe Dabbert via een speciale "kast met duizend deuren" te teleporteren, zodat hij de kinderen kan terughalen. Tevens zetten ze de klok tijdelijk een aantal jaar vooruit, zodat de tovenaarskinderen niet zullen merken dat ze eerder dan bedoeld zijn teruggehaald. 
Dit verhaal vormt de opmaat naar de drie volgende Douwe Dabbert-avonturen: Het schip van ijs, De zwarte kimono en Het gemaskerde opperhoofd.

### In de aap gelogeerd
Bij een herberg ziet Douwe toevallig dat een knecht door de waard wordt ontslagen, omdat de knecht 's nachts steeds het eten zou roven. Samen met Douwe ontdekt de knecht echter dat de waard zelf zonder het te weten de schuldige is; hij slaapwandelt, en droomt dan dat hij in zijn eigen herberg te gast is. De knecht wordt weer aangenomen.